# Til Brugman
Mathilda (Til) Brugman (Ámsterdam, 16 de septiembre de 1888 – Gouda, 24 de julio de 1958) fue una escritora, poetisa y lingüista holandesa.

## Vida y obra
Vivió en La Haya desde 1926 hasta 1929, cuando se mudó a Berlín junto con su pareja, la artista alemana Hannah Höch. Hannah Höch y Til Brugman se conocieron en 1926 a través del también artista Kurt Schwitters, y su relación continuó hasta 1935.
Ese mismo año, en 1935 publicó Scheingehacktes: Grotesken mit Zeichnungen von Hannah Höch.
Muestra de la relación de Brugman con otros artistas de su tiempo, espcialmente del movimiento De Stijl, es el hecho de que la sala de música de su apartamento fuera diseñada por Vilmos Huszár y que el conocido arquitecto Gerrit Rietveld llegara a diseñar una silla para ella en 1923.
Til Brugman murió en Gouda, Países Bajos, en 1958 a la edad de 69 años.

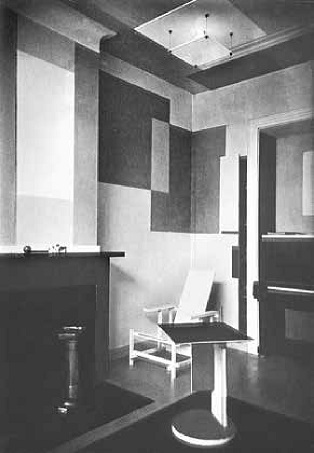
Sala de Música de Til Brugman

- Sala de Música de Til Brugman

## Premios
En 1952 recibió el Premio Marianne Philips y el Premio de Novelas (Ámsterdam) por su trabajo.

## Obras

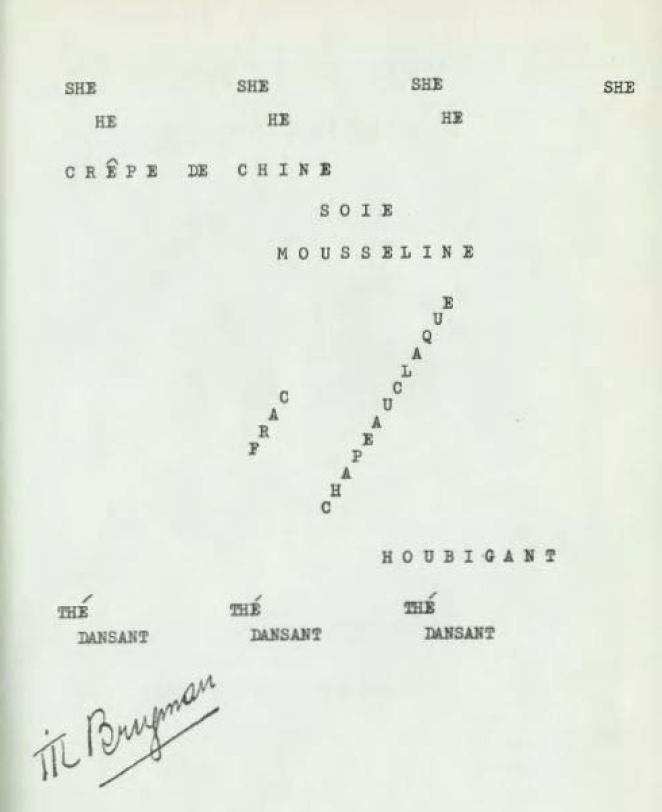
Poema "Ella él" ("She he") de Til Brugman en lengua inglesa y francesa

- Das vertippte Zebra: Lyrik und Prosa
- Schijngehakt: grotesken en novellen
- Even anders: vier rabbelverzen
- Lust en gratie
- 5 klankgedichten
- Tot hier toe en nog verder: notities
- Wat de pop wist
- Spiegel en lachspiegel
- Eenmaal vrienden altijd vrienden
- De zeebruid: roman
- Kinderhand
- De vlerken
- Spanningen
- Maras Puppe: eine Puppe erzählt aus ihrem Leben
- Wiben en de katten
- De houten Christus
- Tijl Nix, de tranendroger
- Bodem : Marcus van Boven, Gods knaap
- Scheingehacktes (cuentos con ilustraciones de Hannah Höch)
- Den Haag, KB : 68 D 97a
- Den Haag, KB : 135 B 333

## Algunas traducciones por Til Brugman y colaboraciones
- De schooiertjes van Napels - Karl Bruckner
- De rijkdommen der aarde : over het huishouden der mensheid : economische aardrijkskunde voor iedereen - Juri Semjonow
- De wonderlamp : een kleurig verhaal uit Bagdad - Max Voegeli
- Giovanna - Karl Bruckner
- Penny : het geheim van de jonk van de vriendelijke oostenwind - Hans Baumann / G.B. van Goor
- Vevi - Lillegg, Erica / C.P.J. van der Peet
- Noes is niet voor de poes - Adrian, G. / C.P.J. van der Peet
- De wonderlamp : een kleurig verhaal uit Bagdad voor de jeugd  - Max Voegeli
- Paul Klee, 1879-1940 - Will Grohmann
- De mallemolen - Hans Baumann / G.B. van Goor
- Deta en haar dieren : de geschiedenis van een diergaarde-directeur en zijn jonge assistante - Gerti Egg / G.B. van Goor
- De Stijl, 1917-1931 / The Style, 1917-1931 The Dutch contribution to modern art. [Contiene ensayos de Piet Mondriaan, traducción de Til Brugman. Bibliografía de Hans Ludwig C Jaffé].